# 蕃州
蕃州，唐朝时设置的羁縻州。
治所在蕃水县（今广西壮族自治区宜州市西南洛岩）。为桂州所领羁縻州。宋朝时属宜州所领羁縻州。辖境相当今宜州市西南一带。元朝时废。 